# لوتس 15
لوتس 15 (بالإنجليزية: Lotus 15)‏ هي سيارة من تصنيع شركة لوتس (سيارات).